# 4369 Seifert
4369 Seifert è un asteroide della fascia principale. Scoperto nel 1982, presenta un'orbita caratterizzata da un semiasse maggiore pari a 2,6114923 UA e da un'eccentricità di 0,2524324, inclinata di 11,81003° rispetto all'eclittica.